# Leonard Kristensen
Pour les articles homonymes, voir Kristensen.
Leonard Kristensen, né le 18 septembre 1857 à Nøtterøy et mort le 29 juin 1911 à Tolvsrød (no), est un capitaine de navire et explorateur norvégien. 

## Biographie
Kristensen est le capitaine de l'Antarctic qui, en 1894-1895, navigue vers l'océan Austral lors d'une expédition baleinière dirigée par Henryk Bull. 
L'expédition devient célèbre parce qu'un groupe de huit hommes, dont Bull et Kristensen, réussissent à atterrir au cap Adare le 24 janvier 1895. Il s'agit du premier atterrissage documenté sur le continent Antarctique, Kristensen prouvant ainsi que la banquise est franchissable.
Il est inhumé dans la Vallø Kapell à Tolvsrød.